# Olympische Sommerspiele 1936/Rudern – Zweier ohne Steuermann
Die Ruderregatta im Zweier ohne Steuermann bei den Olympischen Sommerspielen 1936 fand vom 11. bis 13. August auf der Regattastrecke Berlin-Grünau statt.
Vor dem Wettkampf waren die Briten David Burnford und Thomas Cree die Favoriten auf den Olympiasieg. Aber auch dem deutschen Duo Willi Eichhorn und Hugo Strauß wurden gute Chancen eingerechnet. Bereits im Vorlauf trafen die beiden Boote aufeinander, die beiden Deutschen siegten mit einem Vorsprung von 20 Sekunden auf das britische Boot, welches nur Dritter wurde. Die beiden anderen Vorläufe gewannen die Polen und die Ungarn, die 1935 Europameister geworden waren.
Im Halbfinale scheiterten die Briten an den Argentiniern und konnten sich nicht für das Finale qualifizieren. Somit schien der Weg für den deutschen Olympiasieg frei. Jedoch waren es die Dänen Harry Larsen und Richard Olsen, die im Finale, aufgrund fehlerhafter Steuerung des deutschen Bootes, zunächst die Führung übernahmen. Nach und nach konnten die Deutschen aufholen und überquerten schließlich mit 3,1 Sekunden Vorsprung auf die Dänen die Ziellinie. Bronze ging an die Argentinier Horacio Podestá und Julio Curatella, die die erste olympische Rudermedaille für ihr Land gewinnen konnten. Zwar legte Argentinien Protest wegen Behinderung ein, dieser wurde jedoch zurückgewiesen.

## Zeitplan
| Datum           | Runde      |
| --------------- | ---------- |
| 11. August 1936 | Vorläufe   |
| 12. August 1936 | Halbfinale |
| 13. August 1936 | Finale     |

## Vorläufe
Das Siegerboot eines jeden Vorlaufs qualifizierte sich direkt für das Finale. Alle weiteren Boote mussten im Halbfinale antreten.

### Vorlauf 1
| Rang | Athleten                               | Nation      | Zeit (min) |
| ---- | -------------------------------------- | ----------- | ---------- |
| 1    | Ryszard Borzuchowski Edward Kobyliński | Polen       | 7:29,9     |
| 2    | Wilhelm Klopfer Karl Müller            | Schweiz     | 7:33,7     |
| 3    | Frans Thissen Edmond Van Herck         | Belgien     | 7:38,1     |
| 4    | Afonso de Castro Eduardo Lehman        | Brasilien   | 7:40,2     |
| 5    | Jan Kramer Willem Jens                 | Niederlande | 7:48,0     |

### Vorlauf 2
| Rang | Athleten                          | Nation             | Zeit (min) |
| ---- | --------------------------------- | ------------------ | ---------- |
| 1    | Károly Győry Tibor Mamusich       | Ungarn             | 7:19,0     |
| 2    | Harry Larsen Richard Olsen        | Dänemark           | 7:19,1     |
| 3    | Baldomiro Benquet Gabriel Benquet | Uruguay            | 7:42,1     |
| 4    | Harry Sharkey George Dahm         | Vereinigte Staaten | 7:50,0     |

### Vorlauf 3
| Rang | Athleten                        | Nation          | Zeit (min) |
| ---- | ------------------------------- | --------------- | ---------- |
| 1    | Willi Eichhorn Hugo Strauß      | Deutsches Reich | 7:12,6     |
| 2    | Horacio Podestá Julio Curatella | Argentinien     | 7:20,0     |
| 3    | Thomas Cree David Burnford      | Großbritannien  | 7:32,5     |
| 4    | Heinz Gattringer Max Colli      | Österreich      | 7:38,7     |

## Halbfinale
Das schnellste Boote eines Laufes qualifizierte sich für das Finale.

### Halbfinale 1
| Rang | Athleten                        | Nation             | Zeit (min) |
| ---- | ------------------------------- | ------------------ | ---------- |
| 1    | Horacio Podestá Julio Curatella | Argentinien        | 9:11,4     |
| 2    | Thomas Cree David Burnford      | Großbritannien     | 9:14,4     |
| 3    | Harry Sharkey George Dahm       | Vereinigte Staaten | DNF        |
| 4    | Afonso de Castro Eduardo Lehman | Brasilien          | DNF        |

### Halbfinale 2
| Rang | Athleten                          | Nation     | Zeit (min) |
| ---- | --------------------------------- | ---------- | ---------- |
| 1    | Wilhelm Klopfer Karl Müller       | Schweiz    | 8:57,4     |
| 2    | Baldomiro Benquet Gabriel Benquet | Uruguay    | 9:00,8     |
| 3    | Heinz Gattringer Max Colli        | Österreich | 9:42,8     |

### Halbfinale 3
| Rang | Athleten                       | Nation      | Zeit (min) |
| ---- | ------------------------------ | ----------- | ---------- |
| 1    | Harry Larsen Richard Olsen     | Dänemark    | 8:53,4     |
| 2    | Jan Kramer Willem Jens         | Niederlande | 9:25,4     |
| 3    | Frans Thissen Edmond Van Herck | Belgien     | 9:33,1     |

## Finale
| Rang | Athleten                               | Nation          | Zeit (min) |
| ---- | -------------------------------------- | --------------- | ---------- |
| 1    | Willi Eichhorn Hugo Strauß             | Deutsches Reich | 8:16,1     |
| 2    | Harry Larsen Richard Olsen             | Dänemark        | 8:19,2     |
| 3    | Horacio Podestá Julio Curatella        | Argentinien     | 8:23,0     |
| 4    | Károly Győry Tibor Mamusich            | Ungarn          | 8:25,7     |
| 5    | Wilhelm Klopfer Karl Müller            | Schweiz         | 8:33,0     |
| 6    | Ryszard Borzuchowski Edward Kobyliński | Polen           | 8:41,9     |